# 10884 Tsuboimasaki
10884 Tsuboimasaki eller 1996 VD9 är en asteroid i huvudbältet som upptäcktes den 7 november 1996 av de båda japanska astronomerna Kazuro Watanabe och Kin Endate vid Kitami-observatoriet. Den är uppkallad efter Masaki Tsuboi.
Asteroiden har en diameter på ungefär 5 kilometer.